# TJP3
TJP3‏ (Tight junction protein 3) هوَ بروتين يُشَفر بواسطة جين TJP3 في الإنسان.